# El meu millor amic (pel·lícula de 2005)
El meu millor amic (títol original en anglès:  Because of Winn-Dixie) és una pel·lícula de 2005 adaptada del llibre del mateix nom, escrita per  Kate DiCamillo i dirigida per Wayne Wang. Va ser produïda per Walden Mitjana i llançada per 20th Century Fox. El paper de Winn-Dixie va ser interpretat per dos Berger Picard. Ha estat doblada al català.

## Argument
La noia de 10 anys, Opal Buloni (AnnaSophia Robb) acaba de mudar-se a la petita ciutat de Naomi, Florida, amb el seu pare, un predicador (Jeff Daniels).
Mentre està en el supermercat es troba amb un gos desastrat que està causant estralls. Ella diu que és seu, i li posa el nom de Winn-Dixie. Winn-Dixie es fa amic de tots els que troba, i ella fa nous amics en el procés. Ella també reaviva la relació amb el seu pare, i s'entera de deu coses sobre la seva mare, que els va abandonar set anys abans. Opal descriu el predicador com una tortuga vella, sempre ficant el cap en la seva closca de tortuga i sense voler sortir al món real, molt probablement a causa de com de trist està per la seva esposa, a qui encara estima.

## Repartiment
- AnnaSophia Robb: Opal Buloni.
- Jeff Daniels: "El Predicador", el pare de Opal, el Sr. Buloni
- Cicely Tyson: Gloria Dump.
- Luke Benward: Steven "Stevie" Dewberry.
- Dave Matthews: Otis.
- Eva Marie Saint: la Srta. Franny Block.
- Courtney Jines: Amanda Wilkinson.
- Nick Price: Dunlap Dewberry.
- Elle Fanning: Sweetie Peu Thomas.
- Harland Williams: policia.
- John McConnell: Gerent de Tenda.
- Becca Lish: Gertrude Parrot.
- Lyco i Scott: Winn Dixie.

## Crítica
La pel·lícula va rebre crítiques mixtes dels crítics. A Rotten Tomatoes la pel·lícula té una qualificació del 53 % basada en 118 comentaris, amb una puntuació mitjana de 5.8/10. El consens va ser: "Està passada de moda, sent suau, aquesi adaptació de la novel·la de Kate DiCamillo". A Metacritic, la pel·lícula té una puntuació de 54 sobre la base de 27 comentaris, la qual cosa indica "Mixed reviews"